# ملعب لاسيرداو
ملعب لويز خوسيه لاسيردا (Estádio Luiz José de Lacerda) ، المعروف عادةً باسم لاسيرداو (Lacerdão)، هو ملعب متعدد الأغراض في كاروارو، بيرنامبوكو، البرازيل. يتم استخدامه حاليًا بشكل أساسي لمباريات كرة القدم. تم بناء الملعب عام 1980 ويتسع لـ 30 ألف متفرج.
تعود ملكية الملعب إلى النادي الرياضي المركزي. تم تسمية الملعب باسم لويس خوسيه دي لاسيردا، الذي كان رئيسًا للنادي من 1962 إلى 1964 ثم في فترات لاحقة.